# Vörös sarok
A Vörös sarok (eredeti cím: Red Corner) 1997-ben bemutatott amerikai politikai thrillerfilm, melyet Robert King forgatókönyvéből Jon Avnet rendezett. A főbb szerepekben Richard Gere, Bai Ling és Bradley Whitford látható.
Az Amerikai Egyesült Államokban 1997. október 31-én mutatták be, Magyarországon DVD-n jelent meg szinkronizálva.

## Cselekmény
Jack Moore gazdag amerikai üzletember. Kínába utazik, a kínai kormánnyal közös vállalkozás keretében egy műholdas kommunikációs üzletet megkötni. Mielőtt az üzletet véglegesítenék, Moore-t egy befolyásos kínai tábornok lányának meggyilkolásával vádolják meg. A műholdas szerződést ehelyett Moore versenytársa, Gerhardt Hoffman kapja meg. Moore bíróság által kirendelt ügyvédje, Shen Yuelin kezdetben nem hisz Moore ártatlanságának. Ám a páros fokozatosan olyan bizonyítékokat tár fel, amelyek nemcsak Moore-t igazolják, hanem a kínai központi kormányzaton belüli befolyásos személyiségeket is belekeverik – leleplezve a tagadhatatlan összeesküvést és korrupciót. Shennek sikerül meggyőznie több magas rangú kínai tisztviselőt, hogy adják ki a Moore ártatlanságát igazoló bizonyítékokat.
Moore-t ezután kiengedik a börtönből, míg az őt bemártó összeesküvőket letartóztatják. A repülőtéren Moore megkéri Shent, hagyja el vele Kínát, de ő a maradás mellett dönt, mivel az ügy felnyitotta szemét a Kínában uralkodó igazságtalanságokra. Elismeri azonban, hogy a Moore-ral való találkozás megváltoztatta az életét, és most már a családja részének tekinti. A reptér kifutópályáján megölelik egymást, mielőtt Moore elindulna Amerikába.

## Szereplők
| Karakter         | Színész          | Magyar hang      |
| ---------------- | ---------------- | ---------------- |
| Jack Moore       | Richard Gere     | Szakácsi Sándor  |
| Shen Yuelin      | Bai Ling         | Götz Anna        |
| Bob Ghery        | Bradley Whitford | Kautzky Armand   |
| Lin Dan          | Byron Mann       | Czvetkó Sándor   |
| David McAndrews  | Peter Donat      | Szokolay Ottó    |
| Ed Pratt         | Robert Stanton   | Dévai Balázs     |
| Xu bírónő        | Tsai Chin        | Bessenyei Emma   |
| Lin Shou         | James Hong       | Balázsi Gyula    |
| Li Cheng         | Tzi Ma           |                  |
| Gerhardt Hoffman | Ulrich Matschoss |                  |
| Reed nagykövet   | Richard Venture  | Cs. Németh Lajos |
| Hong Ling        | Jessey Meng      | Somlai Edina     |

## Fordítás
- Ez a szócikk részben vagy egészben  a   Red Corner című angol Wikipédia-szócikk fordításán alapul.  Az eredeti cikk szerkesztőit annak laptörténete sorolja fel. Ez a jelzés csupán a megfogalmazás eredetét és a szerzői jogokat jelzi, nem szolgál a cikkben szereplő információk forrásmegjelöléseként.